# Doissin
Doissin é uma comuna francesa na região administrativa de Auvérnia-Ródano-Alpes, no departamento de Isère. Estende-se por uma área de 8,45 km². Em 2010 a comuna tinha 900 habitantes (densidade: 106,5 hab./km²).